# Коралловая порода

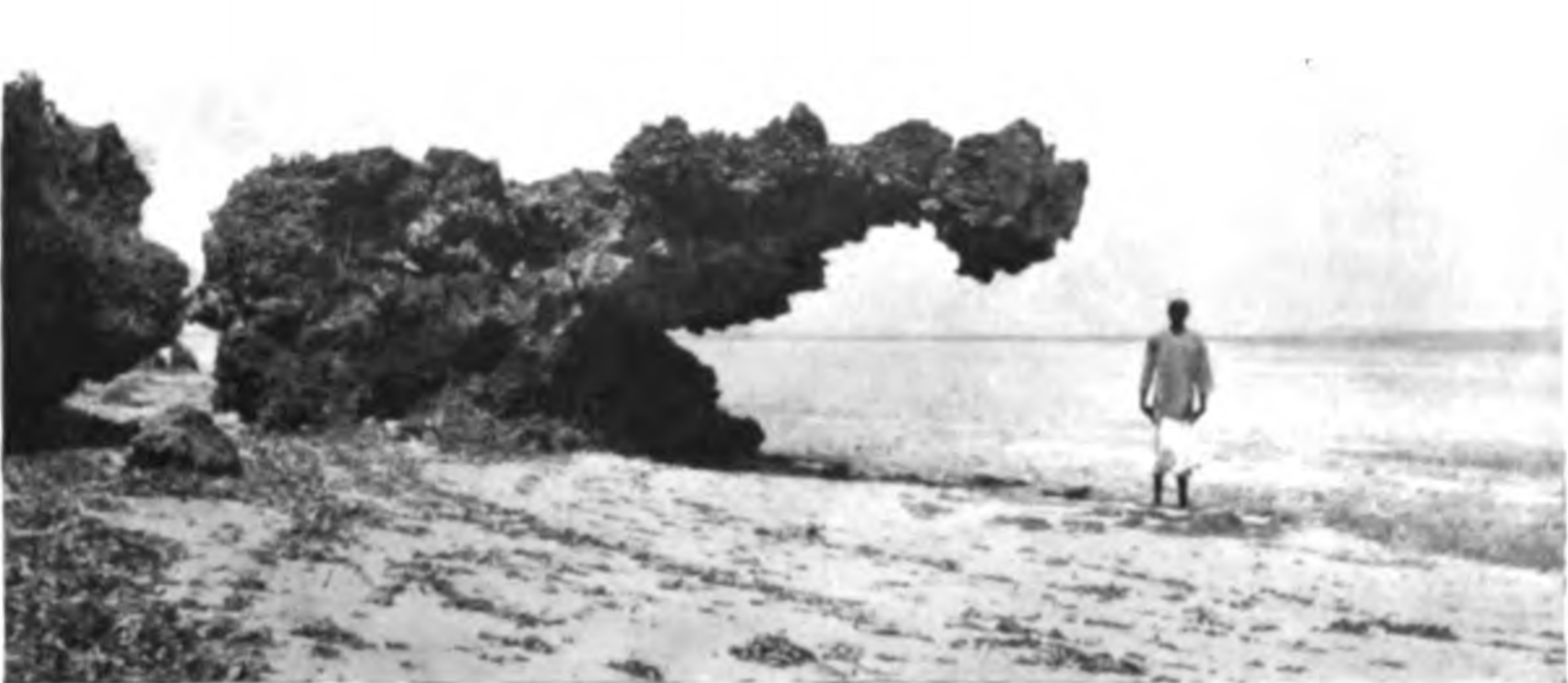
Коралловая скала на побережье в Занзибаре (1920)

Коралловая порода образована отмиранием слоёв коралловых водорослей. Поскольку коралловые водоросли содержат карбонат кальция, они достаточно хорошо окаменевают.

## Применение
Коралловая порода визуально такая же яркая как водоросли и часто используется для украшения аквариума.
Окаменевшие коралловые водоросли полезны в виде стратиграфических маркеров, имеющих особое значение в нефтяной геологии.
Коралловый камень также используется в качестве строительного камня, лучшие образцы которого находятся в Вене, Австрия.